# Resíduos metabólicos

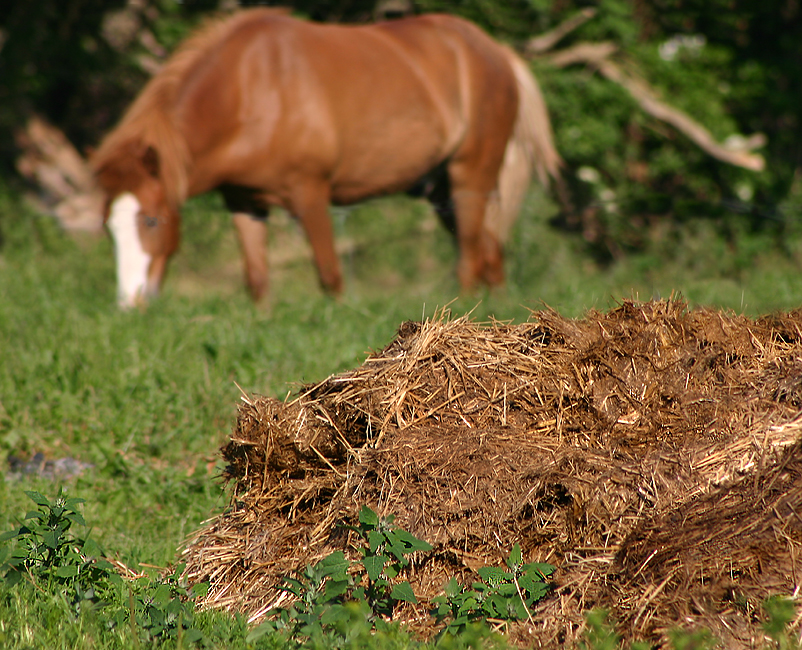
Resíduos Metabólicos do cavalo.

Resíduos metabólicos ou excreções são substâncias descartadas através do processo metabólico (tal como a respiração celular) que não pode ser utilizado pelo  organismo (sendo excedentes ou tóxico), e portanto devem ser excretados. Isso inclui compostos de nitrogênio, água, CO2, fosfatos, sulfatos, etc. Animais tratam esses compostos como excrementos. Plantas possuem um maquinário químico que transforma alguns desses resíduos (principalmente os compostos nitrogenados) em outras substâncias úteis. 
Todos os resíduos metabólicos são excretados na forma de solutos de água  através dos órgãos excretores (Nefrídeo, túbulo de Malpighi, Rins), com a excreção de CO2, que é excretado junto com o vapor de água pelos pulmõespulmões. A eliminação desses compostos possibilita a homeostase.

## Resíduos de Nitrogênio
Os compostos nitrogenados através dos quais o excesso de nitrogênio é eliminado do organismo é chamado de resíduos de nitrogênio (/naɪˈtrɒdʒᵻnəs/). Eles são amoníaco, ureia, ácido úrico, e creatinina. Todas essas substâncias são produzidas pelo metabolismos das proteínas. Em muitos animais, a urina é a maior rota de excreção de tais resíduos; em alguns casos, as fezes também.

### Ammonotelism
Ammonotelism é a excreção de amônia e íons amônio. Amônia (NH3) se forma com a oxidação do grupo amino(-NH2), que são removidos pelas proteínas quando se convertem em carboidratos.  Trata-se de uma substância altamente tóxica e solúvel em água. Apenas um átomo de nitrogênio é removido dessa forma. Uma grande quantidade de água é necessária para a excreção de amônia, cerca de 0,5 L para 1g de nitrogênio para manter os níveis de amônia nos fluidos excretados baixo e prevenir a toxicidade. Assim, os organismos marinhos excretam amônia diretamente na água e são chamados de ammonotélicos.    Animais ammonotélicos incluem protozoários, crustáceos, platielmintos, cnidarias, poríferas, echinodermata, e outros invertebrados aquáticos.

### Ureotelismo
A excreção da ureia é chamada de ureotelismo.  Animais terrestres, principalmente anfíbios e mamíferos, convertem amônia em ureia, um processo que ocorre no fígado e nos rins. Esses animais são chamados de ureotélicos. A ureia é um composto menos tóxico que a amônia; dois átomos de nitrogênio são eliminados por ele e menos água é necessária para a excreção ( 0.05 L de água para excretar 1 g de nitrogênio), sendo aproximadamente apenas 10% do exigido em organismos ammonotélicos.

### Uricotelismo
Uricotelismo é a excreção do excesso de nitrogênio em forma de ácido úrico.  São animais uricotelistas os insetos, aves e a maioria dos répteis. Apesar de exigir mais energia metabólica que a ureia, o ácido úrico é menos tóxico e   solúvel em água o que permite que seja concentrado em um pequeno volume de suspensão branca pastosa, em comparação com a urina líquida de mamíferos..  

## Água e gases
Estes compostos, gerados durante o catabolismo de carboidratos e lípidios nas reações de condensação e em algumas outras reações metabólicas dos aminoácidos. O oxigênio é produzidos pelas plantas e algumas bactérias através da fotossíntese, enquanto que o CO2 é um resíduo produzido por todos os animais e plantas. Gases de nitrogênio são produzidos por bactérias desnitrificantes e como produto residual, e bactérias em decomposição produzem amônia, como a maioria dos invertebrados e vertebrados.  A água é o único resíduo liquido de animais e plantas fotossintetizantes.

## Sólidos
Nitratos e nitritos são resíduos produzidos por bactérias nitrificantes, assim como enxofre e sulfatos são produzidos por bactérias redutoras de enxofre e bactéria redutora de sulfato. Resíduos de ferros insolúveis podem ser feitos porferrobactérias usando formas solúveis. Em plantas, resinas, gorduras, ceras e produtos químicos orgânicos complexos são exsudados de plantas, por exemplo, o látex de seringueiras e seringueiras. Os produtos residuais sólidos podem ser fabricados como pigmentos orgânicos derivados da degradação de pigmentos como hemoglobina, e sais inorgânicos como carbonatos, bicarbonatos e fosfato, seja na forma iônica ou molecular, são excretados como sólidos.
Animais descartam resíduos sólidos como fezes.